# Пичланд (Северна Каролина)
Пичланд (енгл. Peachland) град је у америчкој савезној држави Северна Каролина.

## Демографија
По попису из 2010. године број становника је 437, што је 117 (-21,1%) становника мање него 2000. године.
| Група             | 2000.       | 2010.       |
| Белци             | 360 (65,0%) | 272 (62,2%) |
| Афроамериканци    | 173 (31,2%) | 149 (34,1%) |
| Азијати           | 0 (0,0%)    | 1 (0,2%)    |
| Хиспаноамериканци | 11 (2,0%)   | 4 (0,9%)    |
| Укупно            | 554         | 437         |